# Équipe de France des moins de 17 ans de football
Cet article traite de l'équipe masculine. Pour l'équipe féminine, voir Équipe de France féminine de football des moins de 17 ans.
Maillots
L'équipe de France de football des moins de 17 ans, aussi appelée équipe de France U17, est constituée par une sélection des meilleurs joueurs français de 17 ans et moins sous l'égide de la FFF.

## Histoire
L'équipe de France cadets est créée en 1977 par la FFF, pour assurer  la continuité de ses sélections nationales déjà existantes. Elle concerne alors les joueurs de 15 à 16 ans.  Dans les années 1980 et 1990, cette sélection est appelée « Juniors B1 », « cadets deuxième année », ou bien encore « moins de 16 ans ».
Jusqu'en 1997, cette sélection est réservée aux joueurs atteignant au plus 16 ans à la fin de la saison : ainsi pour la saison 1995-1996 par exemple, ne sont éligibles que les joueurs nés après le 1er août 1979.
Depuis 1997, seuls les joueurs fêtant leurs 17 ans à partir du 1er janvier de la saison en cours sont éligibles.
Depuis 1981, le Championnat d'Europe, qualificatif pour la Coupe du monde des moins de 17 ans lors des années impaires, est la compétition phare pour cette tranche d'âge. Les Bleuets en atteignent la finale en 1996, défaits contre le Portugal (1-0), et 2001, défaits contre l'Espagne (1-0). En 2001, la sélection nationale 16 ans est renommée « moins de 17 ans » par la FFF. Il s'agit d'un changement purement lexical, les règles d'éligibilité restant les mêmes.
Pour la première édition de l'Euro des moins de 17 ans en 2002, la génération 1985 atteint le même stade que ses prédécesseurs, mais échoue de nouveau en finale face à la Suisse (0-0 et 5 tirs au but à 4).
En 2004 à domicile, la génération 1987 des Ben Arfa, Nasri, Menez et Benzema remporte pour la première fois le Championnat d'Europe des moins de 17 ans pour la France,.
Lors de l'Euro 2008 en Turquie, l'Espagne bat la France en finale (4-0).
En 2015, la génération 1998 emmenée par des joueurs comme Upamecano, Reine-Adélaïde et Ikoné offre un second titre européen des moins de 17 ans à la France,.
La pandémie de Covid-19 en France met à mal les détections au sein de la Fédération française de football. Il est interdit de rassembler les joueurs en 2020-2021 pour déterminer une équipe de France U16. Le sélectionneur d'alors, José Alcocer, précise qu'à l'été 2021 il possède « une liste de 120 joueurs que je ne connaissais pas. Alors on a fait trois stages de 35 joueurs pour faire un premier brassage jusqu'en décembre » (2021). Après avoir observé une autre centaine de joueurs depuis janvier 2022 avec trois stages distincts de 35 joueurs pour limiter les effectifs en raison du Covid, le sélectionneur constitue une équipe homogène de vingt joueurs pour l'Euro en fin de saison. En mai 2022, les Bleuets d'Alcocer remportent le championnat d'Europe disputé en Israël, le troisième pour la France et le vingtième titre international des sélections tricolores jeunes. Les Bleuets remportent leurs deux premiers matchs de la phase de poule (6-1 contre la Pologne, 4-0 face à la Bulgarie) mais se font surprendre en fin de match par les doubles tenants du titre néerlandais (défaite 3-1) et terminent deuxièmes du groupe B. En quarts de finale, la France écarte l'Allemagne aux tirs au but (1-1 t.a.b. 4-3), puis le Portugal en demies (2-2 t.a.b. 6-5). Les Tricolores retrouvent les Pays-Bas en finale et s'imposent en direct sur La chaîne L'Équipe (2-1) grâce à un doublé du défenseur havrais Saël Kumbedi. Les Bleuets terminent avec la meilleure attaque grâce aux 18 buts inscrits. L'équipe est composée de fils de footballeurs notables tels que le gardien Lisandru Olmeta et le défenseur Elyaz Zidane,.

## Palmarès

### Titres et trophées
Les Bleuets disputent huit finales européennes : 2002, 2004 (vainqueur), 2008, 2015 (vainqueur), 2022 (vainqueur) et 2023, après celles de 1996 et 2001 en moins de 16 ans.
- Championnat d'Europe moins de 16 ans, puis U17 (3) :
  - Vainqueur en 2004, 2015 et 2022
  - Finaliste en 1996, 2001, 2002, 2008 et 2023
- Tournoi du Val de Marne :
  - Vainqueur en 2003

### Parcours à l'Euro et au Mondial
| Parcours au Championnat d'Europe U17 et en Coupe du monde U17 | Parcours au Championnat d'Europe U17 et en Coupe du monde U17 | Parcours au Championnat d'Europe U17 et en Coupe du monde U17 |
| Année                                                         | Euro U17 (-16 ans jusqu'en 2001)                              | Coupe du monde U17                                            |
| ------------------------------------------------------------- | ------------------------------------------------------------- | ------------------------------------------------------------- |
| 1982                                                          | Non qualifiée                                                 | -                                                             |
| 1984                                                          | Non qualifiée                                                 | -                                                             |
| 1985                                                          | 1er tour                                                      | Non qualifiée                                                 |
| 1986                                                          | 1er tour                                                      | -                                                             |
| 1987                                                          | 3e                                                            | Quarts-de-finale                                              |
| 1988                                                          | 1er tour                                                      | -                                                             |
| 1989                                                          | 3e                                                            | Non qualifiée                                                 |
| 1990                                                          | 1er tour                                                      | -                                                             |
| 1991                                                          | 4e                                                            | Non qualifiée                                                 |
| 1992                                                          | 1er tour                                                      | -                                                             |
| 1993                                                          | 4e                                                            | Non qualifiée                                                 |
| 1994                                                          | Non qualifiée                                                 | -                                                             |
| 1995                                                          | 4e                                                            | Non qualifiée                                                 |
| 1996                                                          | Finaliste                                                     | -                                                             |
| 1997                                                          | Non qualifiée                                                 | Non qualifiée                                                 |
| 1998                                                          | Non qualifiée                                                 | -                                                             |
| 1999                                                          | Non qualifiée                                                 | Non qualifiée                                                 |
| 2000                                                          | Non qualifiée                                                 | -                                                             |
| 2001                                                          | Finaliste                                                     | Vainqueur                                                     |
| 2002                                                          | Finaliste                                                     | -                                                             |
| 2003                                                          | Non qualifiée                                                 | Non qualifiée                                                 |
| 2004                                                          | Vainqueur                                                     | -                                                             |
| 2005                                                          | Non qualifiée                                                 | Non qualifiée                                                 |
| 2006                                                          | Non qualifiée                                                 | -                                                             |
| 2007                                                          | Demi-finale                                                   | Quarts-de-finale                                              |
| 2008                                                          | Finaliste                                                     | -                                                             |
| 2009                                                          | 1er tour                                                      | Non qualifiée                                                 |
| 2010                                                          | Demi-finale                                                   | -                                                             |
| 2011                                                          | 1er tour                                                      | Quarts-de-finale                                              |
| 2012                                                          | Phase de groupes                                              | -                                                             |
| 2013                                                          | Non qualifiée                                                 | Non qualifiée                                                 |
| 2014                                                          | Non qualifiée                                                 | -                                                             |
| 2015                                                          | Vainqueur                                                     | Huitièmes-de-finale                                           |
| 2016                                                          | Phase de groupes                                              | -                                                             |
| 2017                                                          | Quarts-de-finale                                              | Huitièmes-de-finale                                           |
| 2018                                                          | Non qualifiée                                                 | -                                                             |
| 2019                                                          | Demi-finale                                                   | Troisième                                                     |
| 2020                                                          | Pas d'édition en raison du Covid-19                           | -                                                             |
| 2021                                                          | Pas d'édition en raison du Covid-19                           | -                                                             |
| 2022                                                          | Vainqueur                                                     | -                                                             |
| 2023                                                          | Finaliste                                                     | Finaliste                                                     |
| 2024                                                          | Phase de groupes                                              | -                                                             |
| 2025                                                          | Finaliste                                                     | -                                                             |

## Personnalités

### Sélectionneurs
| Liste des sélectionneurs des U17 | Liste des sélectionneurs des U17                        | Liste des sélectionneurs des U17 | Liste des sélectionneurs des U17 | Liste des sélectionneurs des U17 | Liste des sélectionneurs des U17 | Liste des sélectionneurs des U17 | Liste des sélectionneurs des U17 |
| Période                          | Nom                                                     | M                                | V                                | N                                | D                                | %v                               | Titre(s)                         |
| -------------------------------- | ------------------------------------------------------- | -------------------------------- | -------------------------------- | -------------------------------- | -------------------------------- | -------------------------------- | -------------------------------- |
| 1982-1983                        | Jean-Pierre Morlans,                                    |                                  |                                  |                                  |                                  |                                  |                                  |
| 1987-1990                        | Jean-Pierre Morlans                                     |                                  |                                  |                                  |                                  |                                  |                                  |
| 1991-1992                        | Jean-Pierre Morlans                                     |                                  |                                  |                                  |                                  |                                  |                                  |
| 1992-1994                        | Christian Damiano                                       |                                  |                                  |                                  |                                  |                                  |                                  |
| 1994-1995                        | Jean-François Jodar                                     |                                  |                                  |                                  |                                  |                                  |                                  |
| 1995-1996                        | Jean-Pierre Morlans                                     |                                  |                                  |                                  |                                  |                                  |                                  |
| 1995-1997                        | Patrice Bergues                                         |                                  |                                  |                                  |                                  |                                  |                                  |
| 1997-2000                        | Jean-Pierre Morlans                                     |                                  |                                  |                                  |                                  |                                  |                                  |
| 2000-2001                        | Jean-François Jodar                                     |                                  |                                  |                                  |                                  |                                  | Champion du monde 2001           |
| 2001-2002                        | Luc Rabat                                               |                                  |                                  |                                  |                                  |                                  |                                  |
| 2002-2003                        | Pierre Mankowski (août-novembre 2002) puis Jean Gallice |                                  |                                  |                                  |                                  |                                  |                                  |
| 2003-2004                        | Philippe Bergeroo                                       |                                  |                                  |                                  |                                  |                                  | Champion d'Europe 2004           |
| 2004-2005                        | Guy Ferrier                                             |                                  |                                  |                                  |                                  |                                  |                                  |
| 2005-2006                        | Luc Rabat (2e fois)                                     |                                  |                                  |                                  |                                  |                                  |                                  |
| 2006-2007                        | François Blaquart                                       |                                  |                                  |                                  |                                  |                                  |                                  |
| 2007-2008                        | Francis Smerecki                                        |                                  |                                  |                                  |                                  |                                  |                                  |
| 2008-2009                        | Philippe Bergeroo (2de fois)                            |                                  |                                  |                                  |                                  |                                  |                                  |
| 2009-2010                        | Guy Ferrier                                             | 20                               | 9                                | 4                                | 7                                | 45 %                             |                                  |
| 2010-2011                        | Patrick Gonfalone                                       | 21                               | 10                               | 7                                | 4                                | 48 %                             |                                  |
| 2011-2012                        | Jean-Claude Giuntini                                    | 14                               | 7                                | 4                                | 3                                | 50 %                             |                                  |
| 2012-2013                        | Patrick Gonfalone (2de fois)                            | 10                               | 7                                | 1                                | 2                                | 70 %                             |                                  |
| 2013-2014                        | Laurent Guyot                                           | 8                                | 6                                | 1                                | 1                                | 75 %                             |                                  |
| 2014-2015                        | Jean-Claude Giuntini (2de fois)                         | 17                               | 14                               | 2                                | 1                                | 82 %                             | Champion d'Europe 2015           |
| 2015-2016                        | Bernard Diomède                                         | 14                               | 8                                | 2                                | 4                                | 57 %                             |                                  |
| 2016-2017                        | Lionel Rouxel                                           | 16                               | 11                               | 3                                | 2                                | 69 %                             |                                  |
| 2017-2018                        | Patrick Gonfalone (3e fois)                             | 12                               | 8                                | 1                                | 3                                | 67 %                             |                                  |
| 2018-2019                        | Jean-Claude Giuntini (3e fois)                          | 21                               | 15                               | 3                                | 3                                | 71 %                             | 3e de la Coupe du monde 2019     |
| 2019-2020                        | José Alcocer                                            |                                  |                                  |                                  |                                  |                                  |                                  |
| 2020-2021                        | Lionel Rouxel (2e fois)                                 |                                  |                                  |                                  |                                  |                                  |                                  |
| 2021-2022                        | José Alcocer (2e fois)                                  |                                  |                                  |                                  |                                  |                                  | Champion d'Europe 2022           |
| 2022-                            | Jean-Luc Vannuchi                                       |                                  |                                  |                                  |                                  |                                  |                                  |

### Joueurs notables
| # | Nom             | Sél. | Buts |
| - | --------------- | ---- | ---- |
| 1 | Amine Gouiri    | 15   | 20   |
|   | Cédric Bardon   | 15   | 20   |
| 3 | Odsonne Édouard | 15   | 17   |
| 4 | Adil Aouchiche  | 25   | 16   |
| 5 | Nathanaël Mbuku | 23   | 10   |

| # | Nom              | Sél. | Buts |
| - | ---------------- | ---- | ---- |
| 1 | Adil Aouchiche   | 25   | 16   |
| 2 | Lucien Agoumé    | 25   | 4    |
| 3 | Georginio Rutter | 24   | 8    |
| 4 | Tanguy Kouassi   | 24   | 2    |
| 5 | Nathanaël Mbuku  | 22   | 10   |